# هنغ أباد
هنغ أباد هي قرية في مقاطعة بيرانشهر، إيران. يقدر عدد سكانها بـ 743 نسمة بحسب إحصاء 2016.